# Rudolf Schock
Rudolf Johann Schock (ur. 4 września 1915 w Duisburgu, zm. 13 listopada 1986 w Düren) – niemiecki śpiewak operowy, tenor.

## Życiorys
Studiował w Kolonii u Gustava Pilkena, w Hanowerze u Laurenza Hofera i w Berlinie u Roberta von der Linde. W latach 1937–1940 występował jako solista w operze w Brunszwiku. W czasie II wojny światowej został zmobilizowany do wojska, po jej zakończeniu występował w Hanowerze (1945), a następnie w Berlinie. Od 1947 do 1956 roku związany był z operą w Hamburgu. W sezonie 1949/1950 występował na deskach Covent Garden Theatre w Londynie. Śpiewał na festiwalu w Salzburgu, Międzynarodowym Festiwalu w Edynburgu, Holland Festival i na festiwalu w Bayreuth. Od 1951 roku związany był na stałe z Operą Wiedeńską, która w 1957 roku przyznała mu tytuł Kammersänger. W 1954 roku wystąpił w prapremierowym przedstawieniu opery Rolfa Liebermanna Penelope.
W jego repertuarze znajdowały się partie liryczne i dramatyczne w operach takich twórców jak Richard Strauss, Richard Wagner, Wolfgang Amadeus Mozart, Giacomo Puccini, Ruggero Leoncavallo czy Pietro Mascagni. Zdobył sobie popularność także jako odtwórca ról operetkowych, występował w filmach muzycznych i w programach telewizyjnych w Austrii i RFN. W filmie Du bist die Welt für mich Ernsta Marischki z 1953 roku wcielił się w rolę Richarda Taubera. Dokonał licznych nagrań płytowych.